# Anrê Nguyễn Kim Thông
Anrê Nguyễn Kim Thông (còn có tên khác là Anrê Năm Thuông, 1790-1855) là một tín hữu Công giáo Việt Nam, người đã được Giáo hoàng Gioan Phaolô II phong hiển thánh năm 1988.

## Tiểu sử
Anrê Nguyễn Kim Thông sinh khoảng 1790 tại Gò Thị, thuộc thôn Xuân Phương, xã Phước Sơn, huyện Tuy Phước, tỉnh Bình Định. Đây là một trong những khu vực đạo Công giáo lâu đời nhất của giáo phận Qui Nhơn.

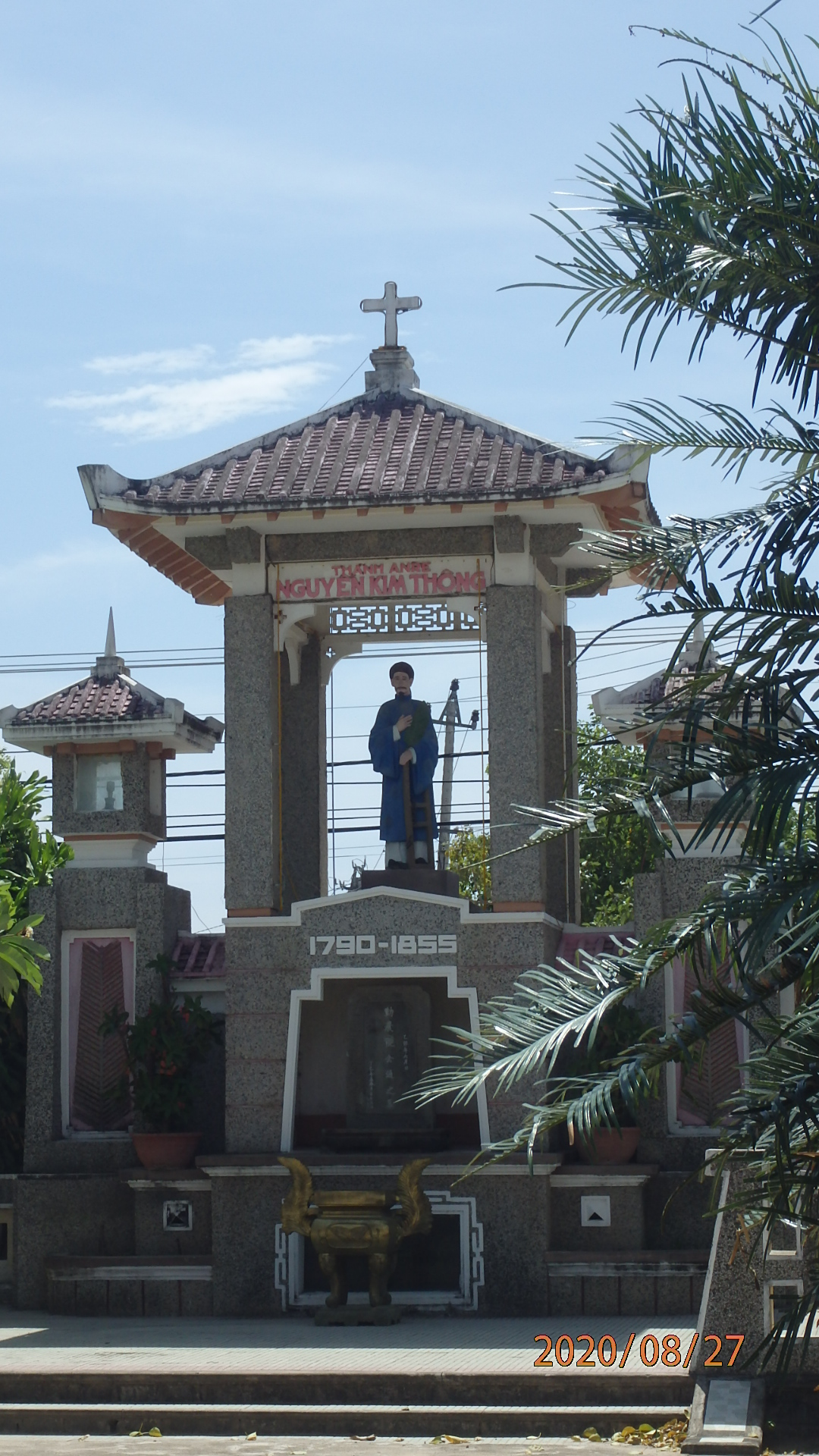
Tượng Anrê Nguyễn Kim Thông tại Nhà thờ Gò Thị, tỉnh Bình Định

Ông là một người cha có hai con đi tu theo Công giáo là linh mục Nguyễn Kim Thủ và nữ tu Anna Nguyễn Thị Nhường, thuộc dòng Mến Thánh Giá. Ông đã từng có thời gian làm Lý trưởng nơi mình sống và về sau ông được Giám mục Stêphanô Théodore Cuénot Thể phong làm Trùm cả phụ trách toàn thể hạt Bình Định. Bản thân Anrê Nguyễn Kim Thông là một tín hữu sùng đạo trợ giúp các việc trong giáo hội Công giáo và là người tổ chức việc che giấu các giáo sĩ trong thời gian triều Nguyễn thi hành chính sách chống lại Công giáo ở Việt Nam.

## Tử đạo
Một người cháu của ông trùm Thông tên Út có tính ngang tàng, phóng đãng nên thường bị ông quở trách. Vì thù ghét ông, người này đã viết thư tố cáo lên quan tỉnh là nhà ông trùm Thông chứa chấp đạo trưởng. Quan quân kéo đến lục soát, vây bắt ông trùm Thông và bốn giáo sĩ khác rồi giam vào ngục thất Bình Định.
Vì tình thân với ông lý trưởng Thông, quan tỉnh Bình Định không hành hạ, đánh đập, đôi lúc còn khoan hồng cho ông về thăm gia đình. Về thăm vợ con, ông khuyên nhủ con cháu sống trung thành với Chúa: “Cha đã già yếu, chẳng còn ham sống lâu nữa. Cha sẵn sàng chịu tù đày và chịu chết vì Danh Đức Kitô, nhất định cha không vận động xin tha”.
Tại công đường, quan tỉnh khuyên ông trùm giẫm chân lên thập tự cách kín đáo rồi đi xưng tội là xong, nhưng ông trùm nghiêm nghị đáp: “Không, thập giá tôi thờ kính mà giẫm lên sao được”.
Sau ba tháng lao tù, ông trùm Thông lãnh án phát lưu vào Vĩnh Long. Các con dự định bỏ tiền ra xin giảm án nhưng ông cản: “Các con cứ để Thánh Ý Chúa được thực hiện”.
Vì tuổi già sức yếu, đường lưu đày xa xăm, lại thêm gánh nặng gông xiềng nên hành trình lưu đày của ông gặp nhiều khó khăn. Khi đến Bình Thuận, ông gặp cha Nguyễn Kim Thủ, con trai ông, và xin lãnh nhận Bí tích Giải tội.
Ngày 15/07/1855, khi ông đến đất Mỹ Tho thì ông qua đời. Ông trùm Nguyễn Kim Thông được an táng tại Cái Nhum. Năm 1857, cha Nguyễn Kim Thủ xin cải táng ông về nhà thờ Gò Thị. Hiện nay, hài cốt của thánh nhân được đặt tại Tòa Giám mục Qui Nhơn.

## Tuyên thánh
Ngày 2 tháng 5 năm 1909, Giáo hoàng Piô X suy tôn Anrê Nguyễn Kim Thông lên bậc Chân Phước. Ngày 19 tháng 6 năm 1988, Giáo hoàng Gioan Phaolô II suy tôn ông lên bậc Hiển Thánh.